# John Morse Haydon
John Morse Haydon, né le 27 janvier 1920 à Billings au Montana et mort le 18 avril 1991 à Olympia dans l'État de Washington, est un homme politique américain. Il est gouverneur des Samoa américaines du 1er août 1969 au 4 octobre 1974.